# São Vendelino
São Vendelino is een gemeente in de Braziliaanse deelstaat Rio Grande do Sul. De gemeente telt 1.891 inwoners (schatting 2009).

## Aangrenzende gemeenten
De gemeente grenst aan Alto Feliz, Barão, Bom Princípio en Carlos Barbosa.